# Autoriteten (Det Gyldne Kompas)
Autoriteten er en fiktiv guddom i Philip Pullmans trilogi om Det gyldne kompas. Autoriteten var den første eksisterende engel; det samme gjorde de efterfølgende engle, han dannede og konderserede af stoffet kendt som "Støv". Han fortalte de andre engle og senere menneskeheden, at han var Gud af multiverse. Denne falske påstand gav ham meget politisk magt i Himmeriget. Englen Xaphania fandt ud af sandheden om ham, så han forviste hende. Xaphania og nogle andre engle startede det første oprør mod ham. Det er englen Balthamos, der fortæller denne historie til Will Parry. Autoriteten er kendt under flere navne, som "Jehova", "Yahweh", "Vor Herre", "El", "Adonai" og "den Almægtige". Han er de kristnes, muslimernes og jødernes gud og hans ord er skrevet ned i Bibelen og Tanakh.
Han regerede sine kirker, organistationer og universer fra Sky-Bjerget, en mobil by som mange i dette univers, tror kunne være Himlen. Som Autoriteten blev ældre og svagere, blev Bjerget mere og mere tilskyet. 
I sin alderdom, udnævner Autoriteten den tyranniske ærkeengel Metatron, der engang var kendt som Enoch fra Bibelen, til regenten af Himmeriget. Men i sidste ende bliver Metatron stærkere end sin herre. De er begge modstandere af Lord Asriel, der har allieret sig med "faldne" oprørske engle, såsom Xaphania, i et forsøg på at vælte Autoriteten og Metatron og i stedet og erstatte den med Himlens Republik. Under den endelige kamp, bliver Autoriteten, under Metatrons ordre, ført væk fra Sky-Bjerget. Han bliver holdt fanget i en krystalboks, der holder ham i live, men fanget. Lyra og Will befrier ham med "Skyggernes kniv, uvidende om at han ikke kan overleve uden for boksen. Han bliver opløst og dør i et øjebliks lykke og fred. I Pullmans multiverse betyder "dø" at blive opløst og blive en del af verden (ligesom daimoner, spøgelser og panserbjørne i Ravkikkerten). 
Men Pullman gør det klart, hvorvidt der er mulighed for at der er en Skaber. Som Kong Ogunwe bemærker om emnet: "Der er måske en Skaber, måsker er der ikke, vi ved det ikke". Hvis der én, kunne det måske være en deistisk en. 